# Instituto Biológico Dr. Tomás Perón
El Instituto Biológico Dr. Tomás Perón es un organismo científico público especializado en biología y salud que depende del Ministerio de Salud de la provincia de Buenos Aires, Argentina.
Se encuentra ubicado sobre la avenida Antártida Argentina, en la ciudad de La Plata, la capital provincial.
Elabora productos biológicos y medicamentos, diagnostica enfermedades infecciosas y realiza controles de calidad, tareas de investigación, experimentos físicos, químicos y de microbiología.
Entre los productos que elabora hay vacunas, alérgenos, inmunomoduladores, sueros y antitoxinas.
Asimismo, funciona como registro para la inscripción de fabricantes de cosméticos, plaguicidas hogareños, envases de productos y materiales que tengan contacto con alimentos, productos industriales y domisanitarios, así como también de medicamentos y otros productos farmacéuticos.